# Tomme des Pyrénées
De Tomme des Pyrénées is een Franse kaas van het type harde kaas, geproduceerd in de Pyreneeën. De kaas is herkenbaar aan zijn zwarte (jonge variant) of goudkleurige korst (gerijpte variant).
De Tomme des Pyrénées heeft het IGP-keurmerk, de productie van de Tomme des Pyrénées is beperkt tot een vast omschreven gebied. Het gebied is veel groter dan bij een AOC-kaas. De Tomme des Pyrénées wordt gemaakt in de departementen Ariège, Hautes-Pyrénées, Pyrénées-Atlantiques en in delen van de departementen Haute-Garonne en Aude.
De Tomme des Pyrénées wordt gemaakt van gepasteuriseerde, gestandaardiseerde koemelk, het is een half-harde kaas. Na de stremming wordt de wrongel gesneden, de wei afgegoten. De kaas gaat in de kaasvorm, waar de wei verder afgevoerd wordt. Na de juiste vorm te hebben gaat de kaas uit de kaasvorm en wordt gezouten. De rijping vindt plaats in een ruimte met een temperatuur tussen de 8° en 12° C bij een vochtigheidsgraad van minstens 85%. De zwarte Tomme is na 21 dagen rijping klaar, de gouden Tomme rijpt 45 dagen.
Van origine werd de kaas vanaf de 12e eeuw in de omgeving van St. Girons gemaakt, maar vanaf de 19e eeuw is het gebied sterk uitgebreid naar het grote gebied zoals nu door de IGP-keur omschreven.